# Junkers Ju 188
Junkers Ju 188 — німецький бойовий літак (нім. Kampfflugzeug) компанії Junkers, виготовлений для Люфтваффе в період Другої світової війни. В основному використовувався як бомбардувальник і розвідувальний літак.

## Історія створення
Міністерство авіації Третього рейху планувало замінити Junkers Ju 88 бомбардувальником Junkers Ju 288, який розроблявся за програмою «Бобер А» з 1939 року, але в 1942 році він все ще був далекий від серійного виробництва. Тому було вирішено ініціювати створення «проміжного» варіанту на основі Ju 88E — модифікації що розроблялась компанією Junkers за власною ініціативою. Основними відмінностями від серійних Ju 88 була яйцеподібна кабіна, збільшений розмах крила, фюзеляж з покращеною аеродинамікою. З 1941 року було виготовлено цілий ряд прототипів Ju 88E, один з яких — Ju 88V42 отримав позначення Ju 188V1.
Новий літак був двомоторним суцільнометалевий середньопланом з 12-ти циліндровими моторами зі збільшеною потужністю Jumo 213A, замінені згодом на 14-циліндрові BMW 801 G-2. Розглядався виключно як «горизонтальний» бомбардувальник — без засобів скидання бомб з піке.
Перші передсерійні Ju 188 почали виготовляти з липня 1943 року. Під час серійного виробництва з лютого 1943 до лютого 1945 виготовили 1234 Ju 188 (608 бомбардувальників, 626 розвідувальних літаків), з яких 15 знищили на землі до передачі Люфтваффе. Їх виготовляли у 5 основних варіантах і на базі Ju 188 спроєктували Junkers Ju 388. 22 літаки Ju 188 використали у виробництві досерійних Ju 388 L-0 і K-0.

## Основні модифікації

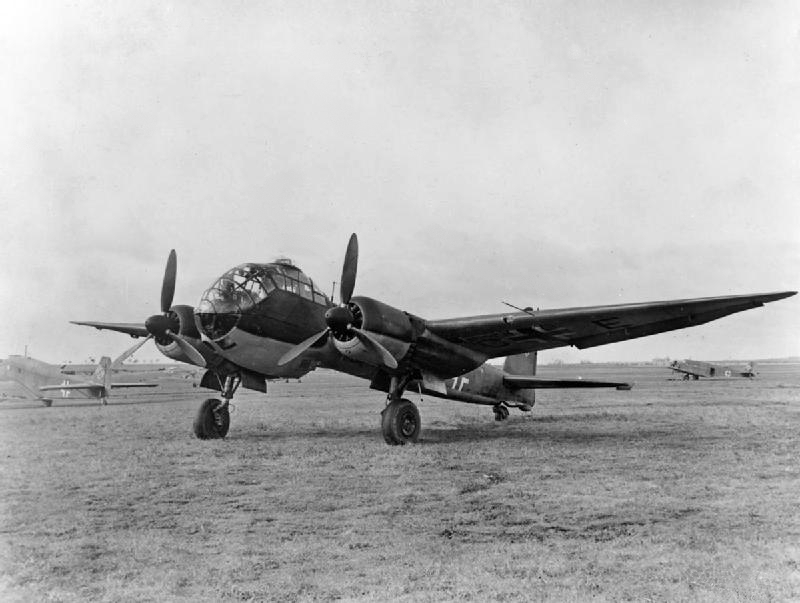
Ju 188E-1

- Ju 188A — бомбардувальник з двигунами Jumo 213A потужністю 1775 к.с. Захисне озброєння: 1 × 20 мм гармата MG 151/20 в носовій частині, 1 × 13,2 мм кулемет MG 131 і 1 × 20 мм гармата MG 151/20 в верхніх установках, і 2 спарені 7,92 мм кулемети MG 81Z в нижній. Максимальна маса бомбового навантаження — 3000 кг. Випускався з вересня 1943 року по вересень 1944 року.
  - Ju 188A-0 — передсерійний бомбардувальник
  - Ju 188A-2 — бомбардувальник (283 екз.)
  - Ju 188A-3 — торпедоносець (62 екз.)
- Ju 188D — розвідник на базі Ju 188A. Носова гармата була знята. Випускався з лютого 1944 року по лютий 1945 року. (404 екз.)
  - Ju 188D-1 — варіант фоторозвідника
  - Ju 188D-2 — морський розвідник з радіолокаційним обладнанням
- Ju 188E — бомбардувальник з двигунами BMW 801D-2 потужністю 1730 к.с. Захисне озброєння: 1 × 20 мм гармата MG 151/20 в носовій частині, 2 × 13,2 мм кулемети MG 131 в верхніх установках, і 2 спарені 7,92 мм кулемети MG 81Z в нижній. Випускався з лютого 1943 року по травень 1944 року. (263 екз.)
  - Ju 188E-0 — передсерійні літаки
  - Ju 188E-1 — серійні бомбардувальники
  - Ju 188E-2 — торпедоносець (переобладнувався з Ju 188E-1)
- Ju 188F — розвідник на базі Ju 188E. Носова гармата відсутня. Виготовлявся з квітня 1943 року по липень 1944 року. (222 екз.)
  - Ju 188F-1 — розвідник з фотоапаратурою
  - Ju 188F-2 — морський розвідник з РЛС
- Ju 188G — бомбардувальник з бомбовою гондолою (у серію не пішов)
- Ju 188J — проєкт «Швидкісний нічний винищувач» (перебудований у Ju 388J-1)
- Ju 188K — проєкт «Швидкісний нічний винищувач» (перебудований у Ju 388К-1)
- Ju 188L — проєкт «Швидкісний нічний винищувач» (перебудований у Ju 388L-1)
- Ju 188R — проєкт нічного винищувача
- Ju 188S — проєкт швидкісного бомбардувальника
- Ju 188T — проєкт висотного розвідника
- Ju 188U — службовий літак генерал-фельдмаршала Ергарда Мільха

## Тактико-технічні характеристики

|                                    |                                    | Ju 188E-1      | Ju 188A-2       |
| ---------------------------------- | ---------------------------------- | -------------- | --------------- |
| Довжина                            | Довжина                            | 14,95 м        | 14,95 м         |
| Висота                             | Висота                             | 4,45 м         | 4,45 м          |
| Розмах крил                        | Розмах крил                        | 22,0 м         | 22,0 м          |
| Площа крил                         | Площа крил                         | 56,0 м²        | 56,0 м²         |
| Маса                               | пустого                            | 9846 кг        | 9885 кг         |
| Маса                               | максимальна злітна                 | 14 570 кг      | 14 480 кг       |
| Двигуни                            | Двигуни                            | 2 × BMW 801D-2 | 2 × Jumo 213A-1 |
| Потужність                         | Потужність                         | 2 x 1730 к. с. | 2 x 1775 к. с.  |
| Максимальна швидкість              | Максимальна швидкість              | 495 км/год     | 517 км/год      |
| Дальність польоту (з 2000 кг бомб) | Дальність польоту (з 2000 кг бомб) | 1950 км        | 1950 км         |
| Практична стеля                    | Практична стеля                    | 10 100 м       | 9450 м          |

## Історія використання

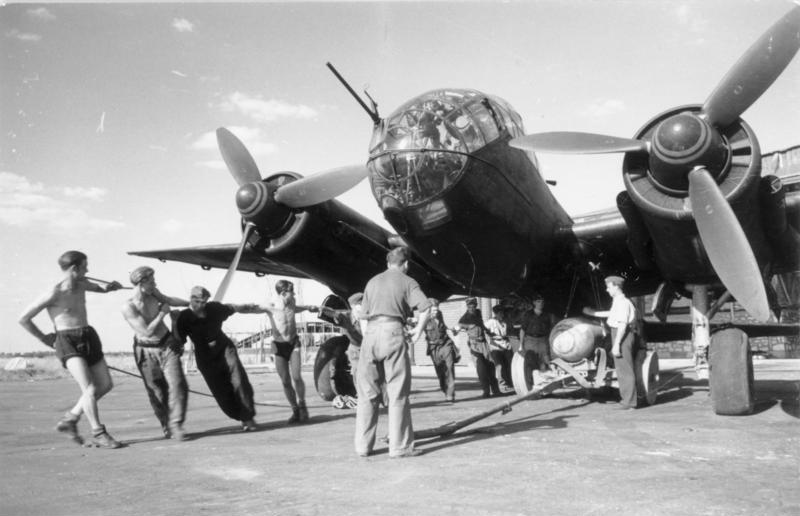
Ju 188 готують до нальоту на Лондон. 1944 рік.

Першою Ju 188E отримала авіагрупа I/KG 6 в серпні 1943 року, а перший бойовий виліт відбувся в ніч з 15 на 16 жовтня. Тоді 7 Ju 188E використовувались для вказування цілей іншим бомбардувальникам. В цей ж час на Ju 188E переозброювалась авіагрупа I/KG 66, а до початку 1944 року була переозброєна група II/KG 2, і почалось переозброєння III/KG 6. Всі ці групи були залучені до операції «Штейнбок» — серії бомбових нальотів на Лондон. Перший рейд відбувся в ніч з 21 на 22 січня 1944, останній аж 18 вересня 1944.
Торпедоносні варіанти Ju 188 надішли до групи III/KG 26 яка базувалась в Норвегії, і намагалась перешкодити морському сполученню союзників. Втрати бойових варіантів Ju 188 були доволі високими, і до квітня 1945 року Ju 188 залишились тільки в розвідувальних частинах.
Близько 10 Ju 188 було захоплено Францією, яка тримала їх в складі ВПС до 1946 року, після чого вони були передані морській авіації для випробувань.